# ベン・シェルトン
ベンジャミン・トッド・シェルトン（Benjamin Todd Shelton、2002年10月9日 - ）は、アメリカ合衆国・ジョージア州アトランタ出身のプロテニス選手。ATPランキング自己最高位はシングルス6位、ダブルス68位。これまでにATPツアーでシングルス3勝を挙げている。身長193cm、体重88kg。左利き、バックハンド・ストロークは両手打ち。フロリダ大学卒業。

## 選手経歴

### ジュニア時代
両親もテニスプレーヤーであり、母親は元世界ランキング4位のダブルスプレーヤーであった。10歳のときにテニスを始め、フロリダ大学時代には父親・ブライアンの指導を受けて、2021年のNCAA男子ディビジョンIテニス選手権で団体優勝、2022年の同選手権ではシングルス優勝を飾った。

### 2022年 トップ100入り
2022年のシーズン途中にプロデビューし、同年7月のアトランタ・オープンではワイルドカードにより、ATPツアー初参戦を果たした。1回戦ではラームクマール・ラーマナータンを6-2, 7-5のストレートで破り、ツアー初勝利を挙げた。2回戦では同胞の先輩であるジョン・イズナーに7-6(8), 4-6, 7-6(3)の熱戦の末に敗れた。8月のウエスタン・アンド・サザン・オープンではワイルドカードにより、ATPマスターズ1000初出場となった。1回戦で当時世界ランキング56位のロレンツォ・ソネゴを7-6(5), 3-6, 7-5で勝利したことでマスターズ1000初勝利を挙げ、2回戦ではキャスパー・ルードを6-3, 6-3のストレートで破ったことでトップ5選手から初勝利を挙げた。3回戦ではキャメロン・ノリーに0-6, 2-3のストレートで完敗となった。全米オープンでは1回戦でヌーノ・ボルヘスに6-7(6), 6-3, 6-7(5), 7-6(8), 3-6のフルセットの末に初戦敗退。年間最終ランキングは96位。

### 2023年 全米ベスト4 ツアー初優勝

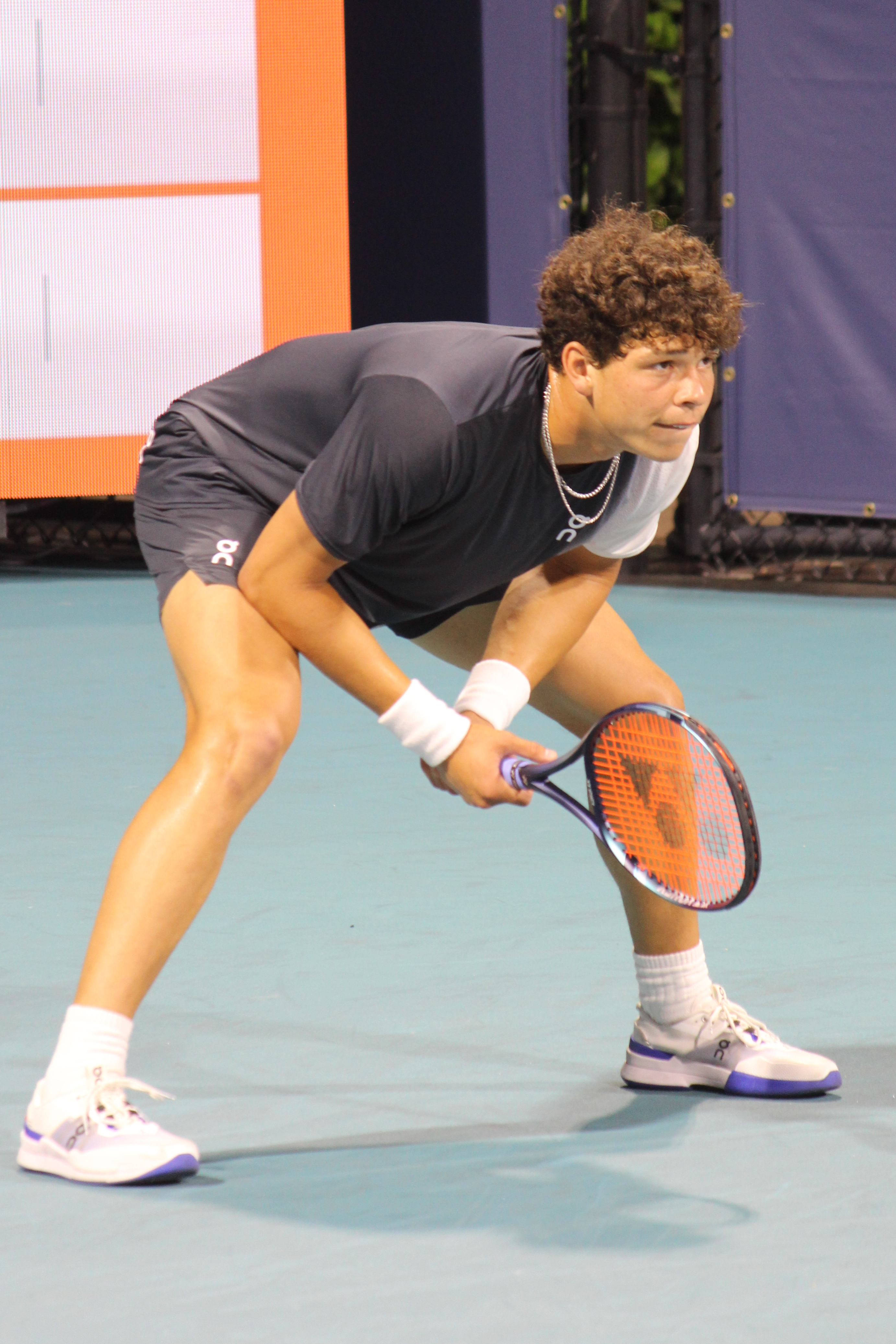
2023年マイアミ・オープンでのベン・シェルトン(1)

1月、グランドスラム初出場となる全豪オープンでは1回戦で张之臻を4-6, 6-3, 6-2, 2-6, 7-6(4)のフルセットで、2回戦でニコラス・ジャリーを7-6(3), 7-6(3), 7-5、3回戦でアレクセイ・ポピリンを6-3, 7-6(4), 6-4のストレートでそれぞれ下して、4回戦ではJ.J.ウルフを6-7(5), 6-2, 6-7(4), 7-6(4), 6-2のフルセットの熱戦を制した。準々決勝でトミー・ポールでは6-7(6), 3-6, 7-5, 4-6のフルセットで敗れたが、グランドスラムベスト8進出を果たした。
2月、デルレイビーチ・オープンではマルコス・ギロンに4-6, 4-6のストレートで初戦敗退。アカプルコではホルガ・ルーネに7-6(7), 4-6, 2-6の逆転で初戦敗退。
3月、BNPパリバ・オープンでは1回戦でファビオ・フォニーニを6-4, 6-1のストレートで破るも、2回戦ではテイラー・フリッツに6-4, 4-6, 3-6の逆転で敗れた。マイアミ・オープンではアドリアン・マナリノに4-6, 6-3, 1-6で初戦敗退。

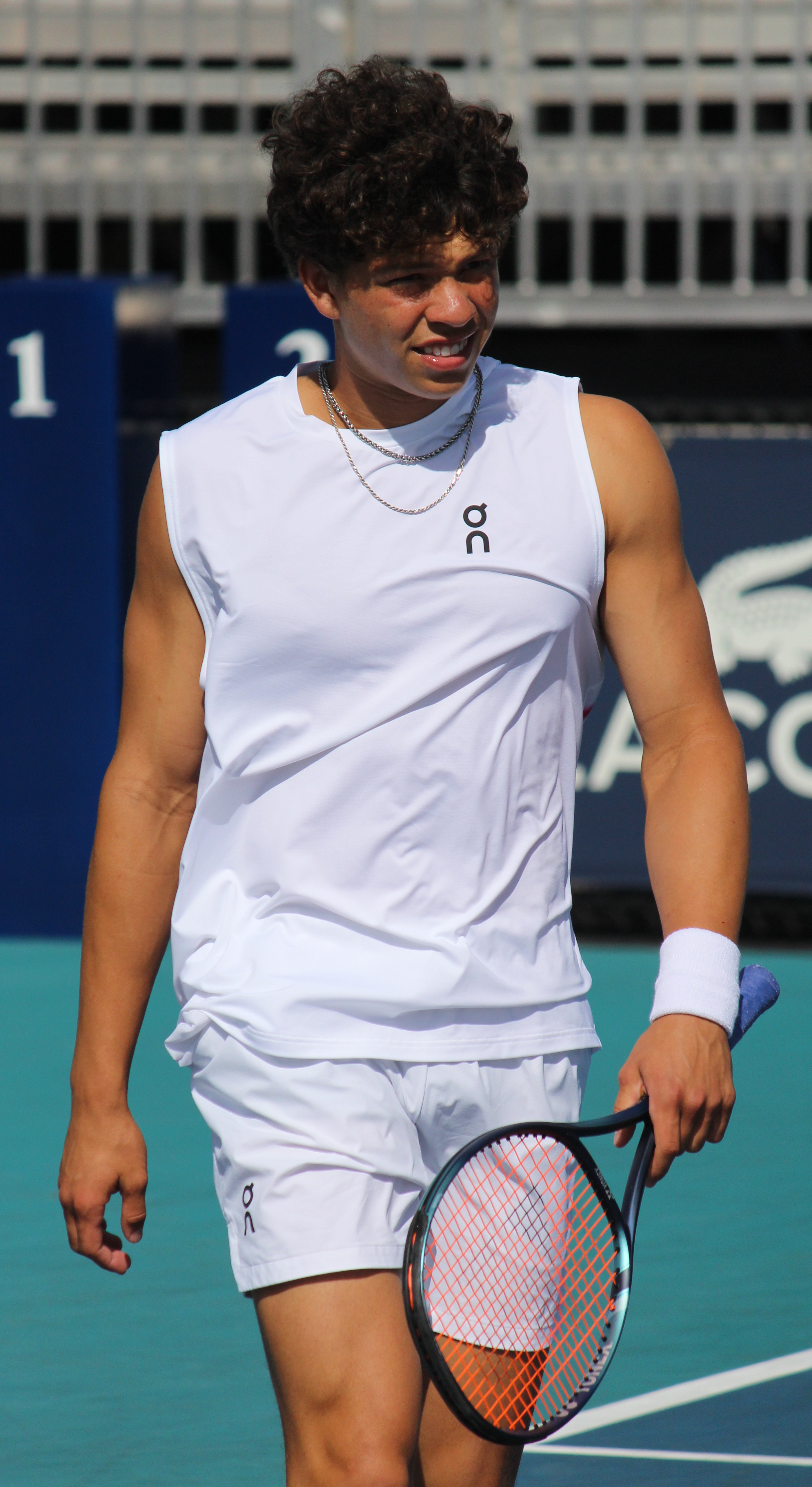
2023年マイアミ・オープンでのベン・シェルトン(2)

4月、クレーシーズンとなり、エストリル・オープンではコンスタン・レスティエンヌを7-5, 7-5のストレートで破り、初戦突破するも、2回戦ではドミニク・ティームに2-6, 2-6のストレートで敗れた。モンテカルロ・マスターズではグリゴール・ディミトロフに1-6, 6-3, 3-6で初戦敗退。マドリード・オープンではヤン＝レナード・ストルフに6-4, 6-7(4), 5-7の逆転で2回戦敗退となった。

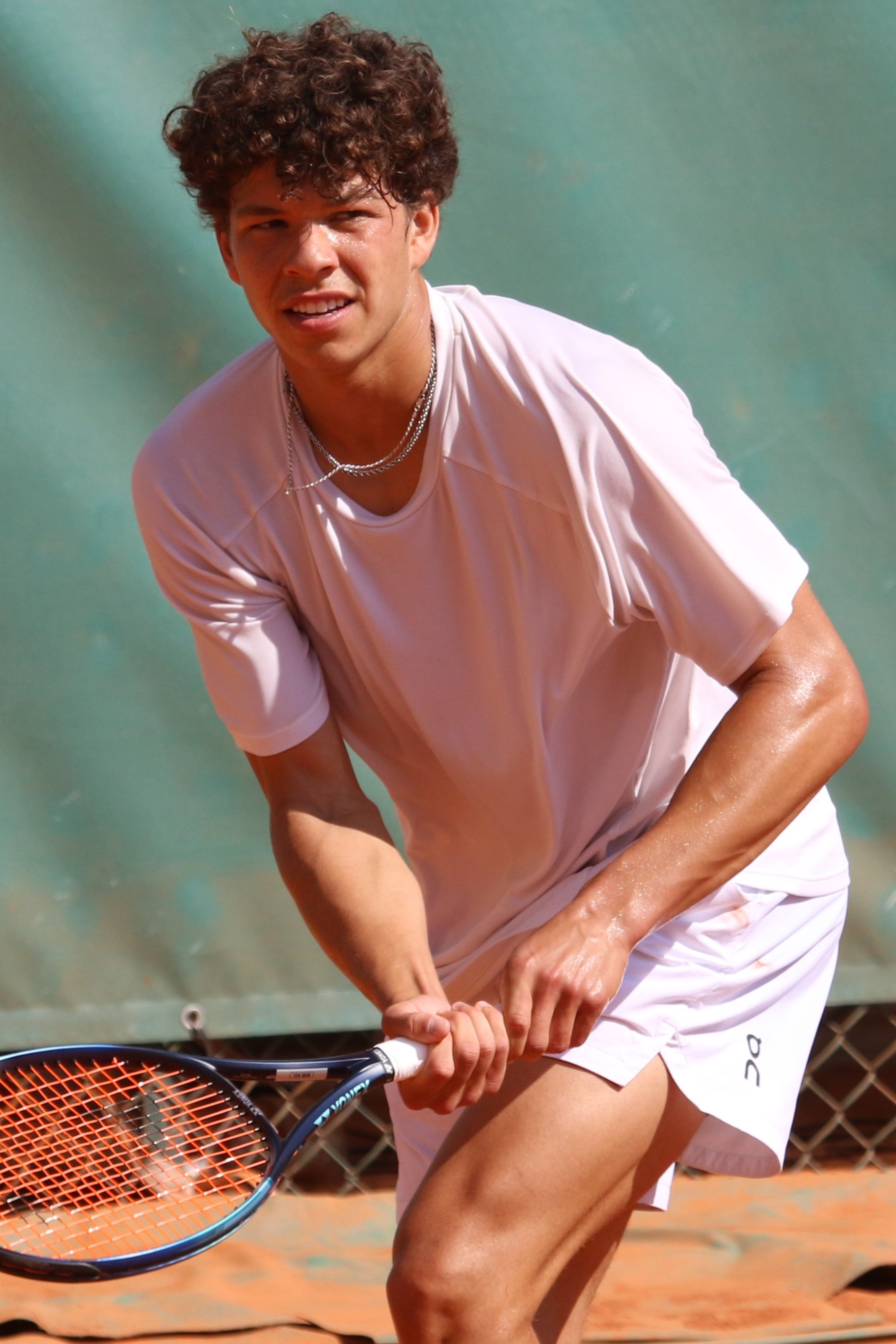
2023年モンテカルロ・マスターズでのベン・シェルトン

5月、BNLイタリア国際にアレクサンダー・ブブリクに4-6, 6-1, 2-6で2回戦敗退。続くジュネーブ・オープンではマルコ・チェッキナートに5-7, 6-2, 2-6で初戦敗退となった。全仏オープンでは第30シードとして出場するも、ロレンツォ・ソネゴに4-6, 6-3, 3-6, 3-6で敗れ、初戦敗退。
6月、芝シーズンとなり、クイーンズ・クラブ選手権では2回戦でロレンツォ・ソネゴに4-6, 6-4, 4-6で敗退。マヨルカ選手権では今大会を制するクリストファー・ユーバンクスに7-6(4), 4-6, 6-7(2)の逆転で初戦敗退。
7月、ウィンブルドン選手権では第32シードとして出場して、1回戦でダニエル太郎を6-4, 6-3, 3-6, 4-6, 6-3のフルセットの末に破り、大会初勝利を挙げた。2回戦ではラスロ・ジェレに6-3, 3-6, 6-7(5), 3-6で敗れた。ハードシーズンへと切り替わり、アトランタ・オープンでは商竣程に4-6, 4-6のストレートで初戦敗退。

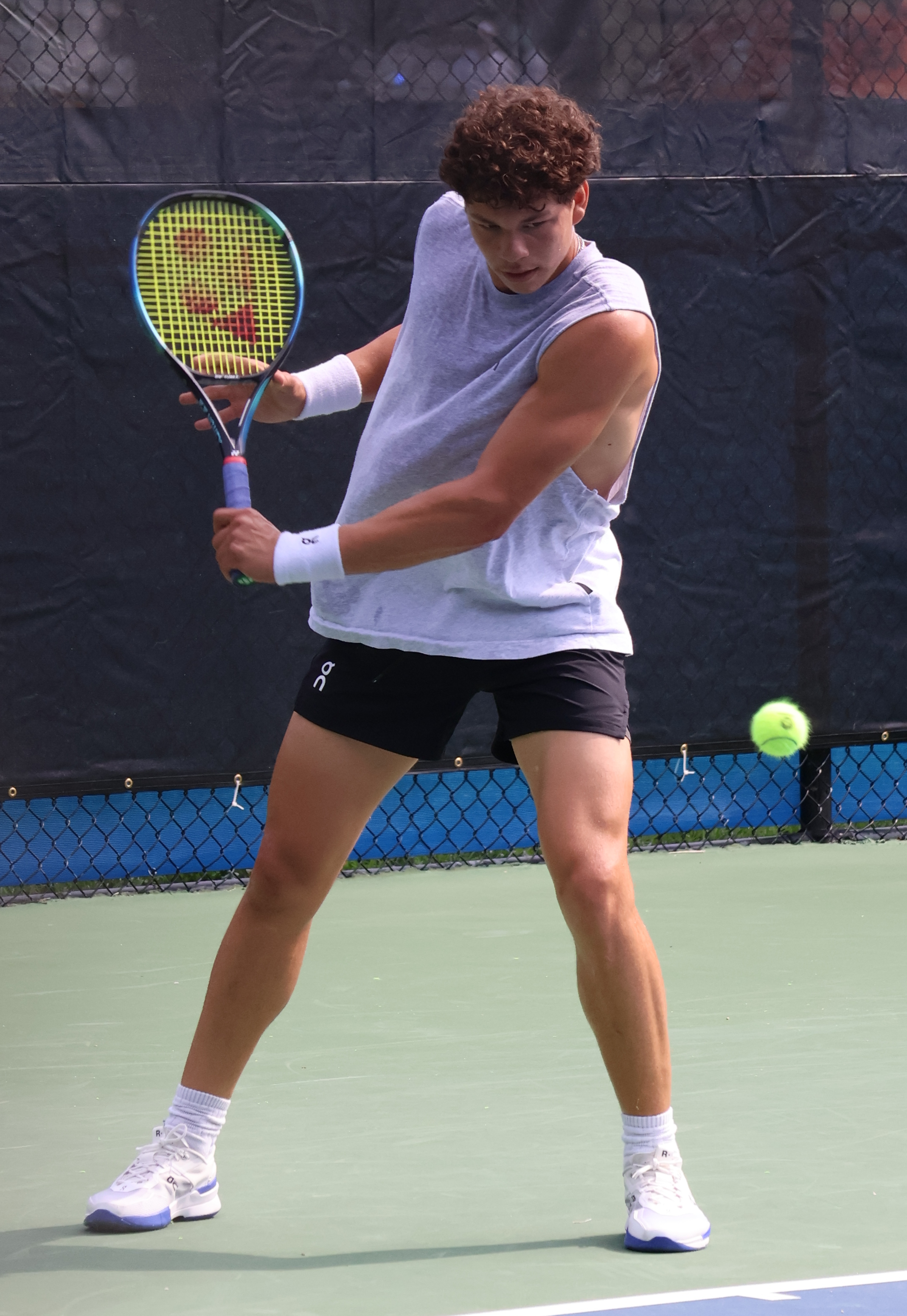
2023年ムバダラ・シティDCオープンでのベン・シェルトン

8月、ムバダラ・シティDCオープンでは商に2-6, 6-3, 3-6で2連敗となり、初戦敗退となったが、マッケンジー・マクドナルドと組んだダブルスでは決勝でアンドレス・モルテーニ/マキシモ・ゴンサレス組に7-6(4), 2-6, 6-10の逆転で敗れ、準優勝となった。ナショナル・バンク・オープンではベルナベ・サパタ・ミラジェスに7-6(1), 6-4のストレートで初戦突破するも、2回戦ではカルロス・アルカラスに3-6, 6-7(3)のストレートで敗退。ウエスタン・アンド・サザン・オープンでは1回戦でユーバンクスに5-7, 6-4, 6-4の逆転で初戦突破。2回戦でステファノス・チチパスに6-7(3), 6-7(2)のストレートで敗れた。
9月、全米オープンでは1回戦でペドロ・カチーンを1-6, 6-3, 6-2, 6-4で初戦突破。2回戦でドミニク・ティームを7-6(1), 1-0(不戦勝)、3回戦でアスラン・カラツェフを6-4, 3-6, 6-2, 6-0、4回戦で第14シードのトミー・ポールを6-4, 6-3, 4-6, 6-4でそれぞれ下して、初のベスト8進出。準々決勝では第10シードのフランシス・ティアフォーを6-2, 3-6, 7-6(7), 2-6で破る。準決勝では第2シードのノバク・ジョコビッチに3-6, 2-6, 6-7(4)のストレートで敗退するも、グランドスラム初のベスト4進出を果たした。また、テイラー・タウンゼントとの混合ダブルスの部でもベスト4進出を果たした。
レーバーカップでは世界選抜として初出場を果たし、シングルスとダブルスで全勝する奮闘を見せて世界選抜チームの連覇に貢献した。
10月、上海マスターズでは2回戦でハウメ・ムナルを6-4, 6-4、3回戦でロマン・サフィウリンを3-6, 6-3, 6-4、4回戦でヤニック・シナーを2-6, 6-3, 7-6(5)でそれぞれ破り、初のベスト8進出。準々決勝ではセバスチャン・コーダを7-6(10), 2-6, 6-7(6)の逆転の熱戦の末に敗れた。ジャパン・オープン・テニス選手権では決勝でカラツェフを7-5, 6-1のストレートで破り、ツアー初優勝を果たした。パリ・マスターズではアレハンドロ・ダビドビッチ・フォキナに7-6(4), 5-7, 6-3で初戦敗退。年間最終ランキングは17位。

### 2024年 ツアー2勝目 デビス杯ベスト8
1月、全豪オープンでは第16シードとして出場。3回戦まで進出するも、第20シードのアドリアン・マナリノに6-7(4), 6-1, 7-6(2), 3-6, 4-6のフルセットの末に敗れた。
2月、2024年ダラス・オープンではベスト8進出。準々決勝ではジョーダン・トンプソンを6-7(2), 6-4, 6-4の逆転で破り、ベスト4進出するも、同胞のトミー・ポール (テニス) に2-6, 4-6のストレートで敗れた。メキシコ・オープンではベスト8進出するも、準々決勝ではキャスパー・ルードに7-6(7), 4-6, 4-6の逆転負けとなった。
3月、BNPパリバ・オープンでは2回戦でヤクプ・メンシークを4-6, 6-3, 6-4、3回戦ではフランシスコ・セルンドロを7-6(5), 3-6, 7-6(5)でそれぞれ破り、4回戦進出するも、ヤニック・シナーに6-7(4), 1-6のストレートで敗れた。マイアミ・オープンではロレンツォ・ムゼッティに4-6, 6-7(5)のストレートで敗れた。
4月、全米男子クレーコート選手権では準々決勝でブランドン・ナカシマを7-5, 7-6(9)、準決勝でトマス・マルティン・エチェベリーを6-7(4), 6-4, 6-4でそれぞれ下して、クレーでの大会において初の決勝進出。決勝では同胞のフランシス・ティアフォーを7-5, 4-6, 6-3で破り、ツアー2勝目を挙げた。この優勝により、世界ランキング14位に上昇した。マドリード・オープンでは2回戦でトマーシュ・マハーチを6-0, 6-2のストレートを破るも、3回戦でアレクサンダー・ブブリクに6-3, 6-7(2), 4-6の逆転で敗れた。
5月、BNLイタリア国際では2回戦で张之臻に2-6, 4-6のストレートで敗れたが、ブブリクと組んだダブルスではATPマスターズ1000初のベスト4進出を果たした。準決勝ではオラシオ・セバジョス/マルセル・グラノリェルス組に4-6, 4-6のストレートで敗れた。
6月、全仏オープンでは第15シードとして出場。1回戦でのユーゴ・ガストンを3-6, 6-3, 6-4, 6-4、2回戦での錦織圭戦ではを7-6(9), 6-4の第2セット終了後に錦織の棄権により勝利して初の3回戦進出。3回戦では第21シードのフェリックス・オジェ＝アリアシムに4-6, 2-6, 1-6のストレートで敗れた。
7月、ウィンブルドン選手権では第14シードとして出場。1回戦ではマッティア・ベルッチを4-6, 6-3, 3-6, 6-3, 6-4、2回戦ではロイド・ハリスを4-6, 7-6(5), 6-7(5), 6-3, 7-6(7)、3回戦でデニス・シャポバロフを6-7(4), 6-2, 6-4, 4-6, 6-2とここまでフルセットで突破して初の4回戦進出をするも、第1シードのヤニック・シナーに2-6, 4-6, 6-7(9)のストレートで敗れた。
8月、全米オープンでは第13シードとして出場。1回戦ではドミニク・ティームを6-4, 6-2, 6-2、2回戦ではロベルト・バウティスタ・アグートを6-3, 6-4, 6-4のそれぞれストレートで下すも、3回戦では第20シードのティアフォーに6-4, 5-7, 7-6(5), 4-6, 3-6のフルセットの末に敗れた。
9月、昨年ツアー初優勝を果たした木下グループ・ジャパン・オープン・テニスではベスト8進出をするも、準々決勝ではアルトゥール・フィスに5-7, 7-6(5), 6-7(2)で敗れた。
10月、上海マスターズでは2回戦でシャポバロフを6-3, 7-5、3回戦ではロベルト・カルバレス・バエナを6-3, 6-4のストレートでそれぞれ下すも、4回戦ではシナーに4-6, 6-7(1)のストレートで敗退。スイス・インドアでは準決勝でフィスを6-3, 7-6 (9)のストレートで破り、同大会初出場で決勝進出を果たした。決勝ではジョヴァニ・ンペシ・ペリカールに4-6, 6-7(4)のストレートで敗れ、準優勝となった。パリ・マスターズでは1回戦でコランタン・ムーテを6-3, 6-7(8), 6-3で破り、初戦突破。2回戦ではアルトゥール・カゾーに3-6, 6-7(4)のストレートで敗れた。年間最終ランキングは21位。
11月、2024年デビスカップではデビスカップアメリカ合衆国代表として初参戦。決勝トーナメントでの準々決勝デビスカップオーストラリア代表戦でのシングルス第1試合ではタナシ・コキナキスと対決するも、1-6, 6-4, 6-7(14)で敗れた。ポールと組んだダブルスではマシュー・エブデン/ジョーダン・トンプソン組に4-6, 4-6で敗れ、アメリカ代表はベスト8で幕を閉じた。

### 2025年 マスターズ初優勝 全豪ベスト4 トップ10入り

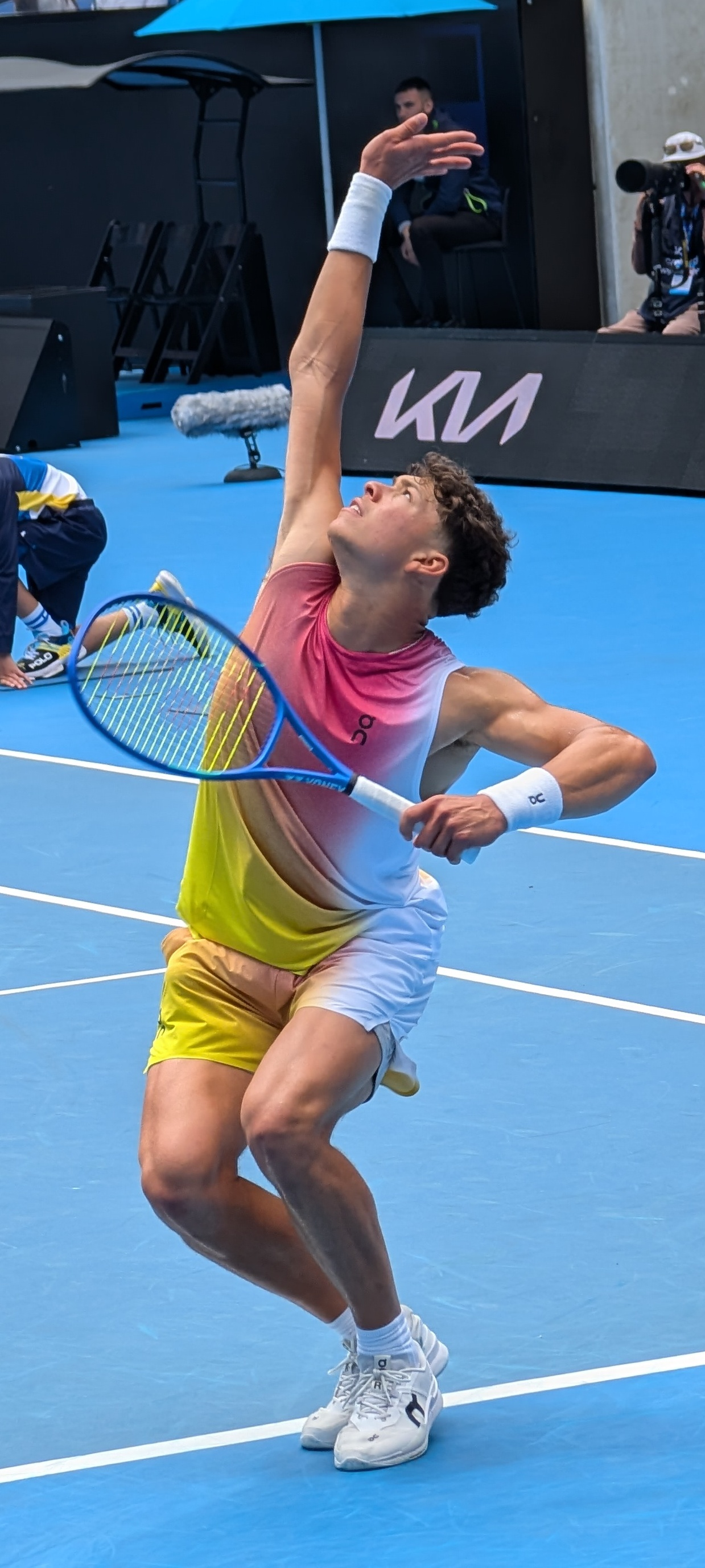
2025年全豪オープンでのベン・シェルトン

全豪オープンでは第25シードとして出場。1回戦で同胞のブランドン・ナカシマを7-6(3), 7-5, 7-5、2回戦でパブロ・カレーニョ・ブスタを6-3, 6-3, 6-7(3), 6-4、3回戦では第16シードのロレンツォ・ムゼッティを6-3, 3-6, 6-4, 7-6(5)、4回戦でガエル・モンフィスを7-6(3), 6-7(3), 7-6(2), 1-0(不戦勝)でそれぞれ下し、2年ぶりのベスト8進出。準々決勝ではロレンツォ・ソネゴを6-4, 7-5, 4-6, 7-6(4)で破り、初のベスト4進出を果たした。準決勝では第1シートのヤニック・シナーに6-7(2), 2-6, 2-6のストレートで敗退。
全仏オープンでは第13シードとして出場し、全豪オープン準々決勝との再来となるソネゴと初戦で敗戦し、6-4, 4-6, 3-6, 6-2, 6-3のフルセットの末に初戦突破をし、その勢いのまま大会初の4回戦進出を果たした。4回戦では第2シードのカルロス・アルカラスに6-7(8), 3-6, 6-4, 4-6で敗れた。ボス・オープンでは準々決勝でイジー・レヘチカに6-4, 6-4のストレートで快勝し、ベスト4進出を果たすとともに、次週更新の世界ランキングで初めてトップ10入りすることを決めた。
ウィンブルドン選手権では第10シードとして出場し、1回戦でアレックス・ボルトを6-4, 7-6(1), 7-6(4)のストレートで破り、所詮突破。そして2回戦ではリンキー・ヒジカタを6-2, 7-5, 6-4で下し、3年連続3度目の3回戦進出を果たした。この試合は第3セットでシェルトンから5-4の時点で日没順延となっていたが、2日目のこの日、シェルトンはわずか1分で勝利を決め、「僕は審判に『60秒あれば十分だ』と言ったんだ。今日はそれが目標だったよ」とコメントした。3回戦ではマートン・フチョビッチを6-3, 7-6(4), 6-2で下し、4回戦では今季グランドスラム3大会連続で対戦することとなるソネゴを3-6, 6-1, 7-6(1), 7-5の逆転で破り、大会初のベスト8進出を果たした。準々決勝では第1シードのシナーに6-7(2), 4-6, 4-6のストレートで敗れた。
ムバダラ・シティDCオープンでは2回戦でのガブリエル・ディアロを6-3, 6-2のストレートで完勝し2年連続2度目のベスト8進出を果たした。この試合でシェルトンが観客にサービスを当ててしまうハプニングが起きた。準々決勝ではフランシス・ティアフォーを7-6(2), 6-4で下して、ベスト4進出をするも、準決勝ではアレハンドロ・ダビドビッチ・フォキナに2-6, 5-7のストレートで敗れ、決勝進出を逃した。
ナショナル・バンク・オープンでは2回戦でアドリアン・マナリノを6-2, 6-3のストレートで、3回戦ではブランドン・ナカシマを6-7(8), 6-2, 7-6(5)の激闘の末にそれぞれ下し、4回戦ではフラビオ・コボッリを6-4, 4-6, 7-6 (7-1)の激闘の末に破り、初のベスト8進出を果たすとともに、ツアー通算100勝目を挙げた。準々決勝ではアレックス・デミノーを6-3, 6-4のストレートで下し、初のベスト8進出を果たすとともに、最終戦であるATPファイナルズの出場権をかけた「RACE TO TURIN」で順位を2つ上げて7位に浮上。同大会への初出場が射程圏内に入った。準決勝ではフリッツを4-6, 3-6のストレートで破り、ATPマスターズ1000初の決勝進出。決勝ではカレン・ハチャノフを6-7 (5-7), 6-4, 7-6 (7-3)の死闘の末に逆転で下し、ATPマスターズで初優勝を飾るとともに、ツアー3勝目を挙げた。

## プレースタイル
最大の武器はサーブであり、平均時速126マイル（203 km/h）の強烈なファーストサーブを打つ能力がある。2023年の全米オープンでは、一試合で時速149.0マイル（239.8 km/h）のサービスエースを2本決めている。また、自己最速時速150.0マイル（241.4 km/h）のサーブを打ったこともある。ファーストサーブとセカンドサーブの両方でかなりのキック力を発揮する。左利きの選手であるシェルトンは、フォアハンドとバックハンドの両方で力強く安定しており、ポイントを終わらせるために、力強いグラウンドストロークからネットに向かって動くのが得意である。シェルトンは「ネットに出て、自分のスキルや運動能力を駆使してボールを取る（オーバーヘッドで打つ）のが、一番好きなことの一つだ」と語っている。サーブ＆ボレーは自分のプレーの重要な部分であり、さらに上達させたいと考えている。彼のテニスのアイドルはロジャー・フェデラーである。

## 人物
日本のテニスファンの間では、ネット上で「江口拓実」などの愛称で呼ばれることがある。これはGoogle検索のデータベースの誤表記によるものに由来する。シェルトンは日本名は持っておらず、日本人との血縁関係もない。

## ATPツアー決勝進出結果

### シングルス: 5回 (3勝2敗)
| 大会カテゴリ                    |
| グランドスラム (0–0)            |
| ATPファイナルズ (0–0)           |
| ATPツアー・マスターズ1000 (1–0) |
| ATPツアー500 (1–2)              |
| ATPツアー250 (1–0)              |

| サーフェス別タイトル |
| ハード (2–1)         |
| クレー (1–1)         |
| 芝 (0–0)             |

| 結果   | No. | 決勝日         | 大会         | サーフェス    | 対戦相手                       | スコア                  |
| ------ | --- | -------------- | ------------ | ------------- | ------------------------------ | ----------------------- |
| 優勝   | 1.  | 2023年10月22日 | 東京         | ハード        | アスラン・カラツェフ           | 7-5, 6-1                |
| 優勝   | 2.  | 2024年4月8日   | ヒューストン | クレー        | フランシス・ティアフォー       | 7-5, 4-6, 6-3           |
| 準優勝 | 1.  | 2024年10月27日 | バーゼル     | ハード (室内) | ジョヴァニ・ンペシ・ペリカール | 4-6, 6-7(4-7)           |
| 準優勝 | 2.  | 2025年4月20日  | ミュンヘン   | クレー        | アレクサンダー・ズベレフ       | 2-6, 4-6                |
| 優勝   | 3.  | 2025年8月8日   | トロント     | ハード        | カレン・ハチャノフ             | 6-7(5-7), 6-4, 7-6(7-3) |

## 成績

### シングルス
略語の説明
| W | F | SF | QF | #R | RR | Q# | LQ | A | Z# | PO | G | S | B | NMS | P | NH |

W=優勝, F=準優勝, SF=ベスト4, QF=ベスト8, #R=#回戦敗退, RR=ラウンドロビン敗退, Q#=予選#回戦敗退, LQ=予選敗退, A=大会不参加, Z#=デビスカップ/BJKカップ地域ゾーン, PO=デビスカップ/BJKカッププレーオフ, G=オリンピック金メダル, S=オリンピック銀メダル, B=オリンピック銅メダル, NMS=マスターズシリーズから降格, P=開催延期, NH=開催なし.

#### グランドスラム大会
| 大会           | 2021 | 2022 | 2023 | 2024 | 2025 | 通算成績 |
| -------------- | ---- | ---- | ---- | ---- | ---- | -------- |
| 全豪オープン   | A    | A    | QF   | 3R   | SF   | 11–3     |
| 全仏オープン   | A    | A    | 1R   | 3R   | 4R   | 4–3      |
| ウィンブルドン | A    | A    | 2R   | 4R   | QF   | 8–3      |
| 全米オープン   | Q2   | 1R   | SF   | 3R   |      | 7–3      |

※: 2025年全仏2回戦の不戦勝は通算成績に含まない

### 大会最高成績
| 大会                 | 成績 | 年         |
| -------------------- | ---- | ---------- |
| ATPファイナルズ      | A    | 出場なし   |
| インディアンウェルズ | QF   | 2025       |
| マイアミ             | 3R   | 2024       |
| モンテカルロ         | 1R   | 2023, 2025 |
| マドリード           | 3R   | 2024       |
| ローマ               | 3R   | 2024       |
| カナダ               | W    | 2025       |
| シンシナティ         | QF   | 2024, 2025 |
| 上海                 | QF   | 2023       |
| パリ                 | 2R   | 2024       |
| オリンピック         | A    | 出場なし   |
| デビスカップ         | QF   | 2024       |